# Sötét karvalykakukk
A sötét karvalykakukk (Hierococcyx bocki) a madarak osztályának kakukkalakúak (Cuculiformes) rendjébe, ezen belül a kakukkfélék (Cuculidae) családjába tartozó faj.

## Rendszerezése
A fajt Robert George Wardlaw-Ramsay brit ornitológus írta le 1886-ban. Szerepel a nagy karvalykakukk (Hierococcyx sparverioides) alfajaként Cuculus sparverioides bocki néven is.

## Előfordulása
Brunei, Indonézia és Malajzia területén honos. Természetes élőhelyei a mérsékelt övi erdők, szubtrópusi és trópusi síkvidéki esőerdők, mangroveerdők, valamint vidéki kertek. Állandó, nem vonuló faj.

## Természetvédelmi helyzete
Az elterjedési területe rendkívül nagy, egyedszáma pedig stabil. A Természetvédelmi Világszövetség Vörös listáján nem fenyegetett fajként szerepel.